# Turgut Reis
Turgut Reis (Bodrum, 1485? - 23 de juny de 1565) fou un corsari turc i almirall otomà. Conegut en diferents llengües amb diferents noms com Dragut o Darghouth, el seu nom original en turc és Turgut Reis o Torgut Reis (reis significa 'almirall').

## La Batalla de Preveza
Nascut prop de Bodrum a la costa del mar Egeu a Turquia, Turgut va ser un dels famosos corsaris de l'Imperi Otomà. De jove es va unir als levends, els mariners turcs que operaven a la mar Egea i va arribar a ser el seu comandant. Com a tal, el setembre de 1538, amb 20 galeres i 10 galiots, Turgut Reis va dirigir una de les ales de l'estol otomà que va derrotar la lliga Santa comandada per Andreu Doria en la batalla de Preveza. Durant la batalla, amb dos dels seus galiots, va capturar la galera papal dirigida per Giambattista Dovizi, bisbe de Bibbiena, i el prengué com a presoner.
Va ser un dels protegits de Khair-ad-Din Barba-rossa.

## Captura i llibertat
Per derrotar Turgut, l'emperador Carles I d'Espanya va manar a l'almirall genovès Andreu Doria lluitar contra ell. Turgut no va ser capturat per Andreu Doria, però sí pel seu nebot, Gianetti Doria, el 1540, i va ser enviat a galeres com a esclau durant tres anys fins a ser rescatat per Barba-rossa a canvi de 3.000 ducats el 1544 i de no saquejar Gènova.
Llavors va establir la seva base a l'illa de Gerba i va lluitar contra els cristians en nombroses batalles al Mediterrani i capturà nombroses ciutats per a l'imperi, inundant els seus enemics. El 1544 va ocupar Mahdia i el 1545 ataca Pineda de Mar amb 11 galeres, i va incendiar la vila.

## Comandant en cap de la marina otomana

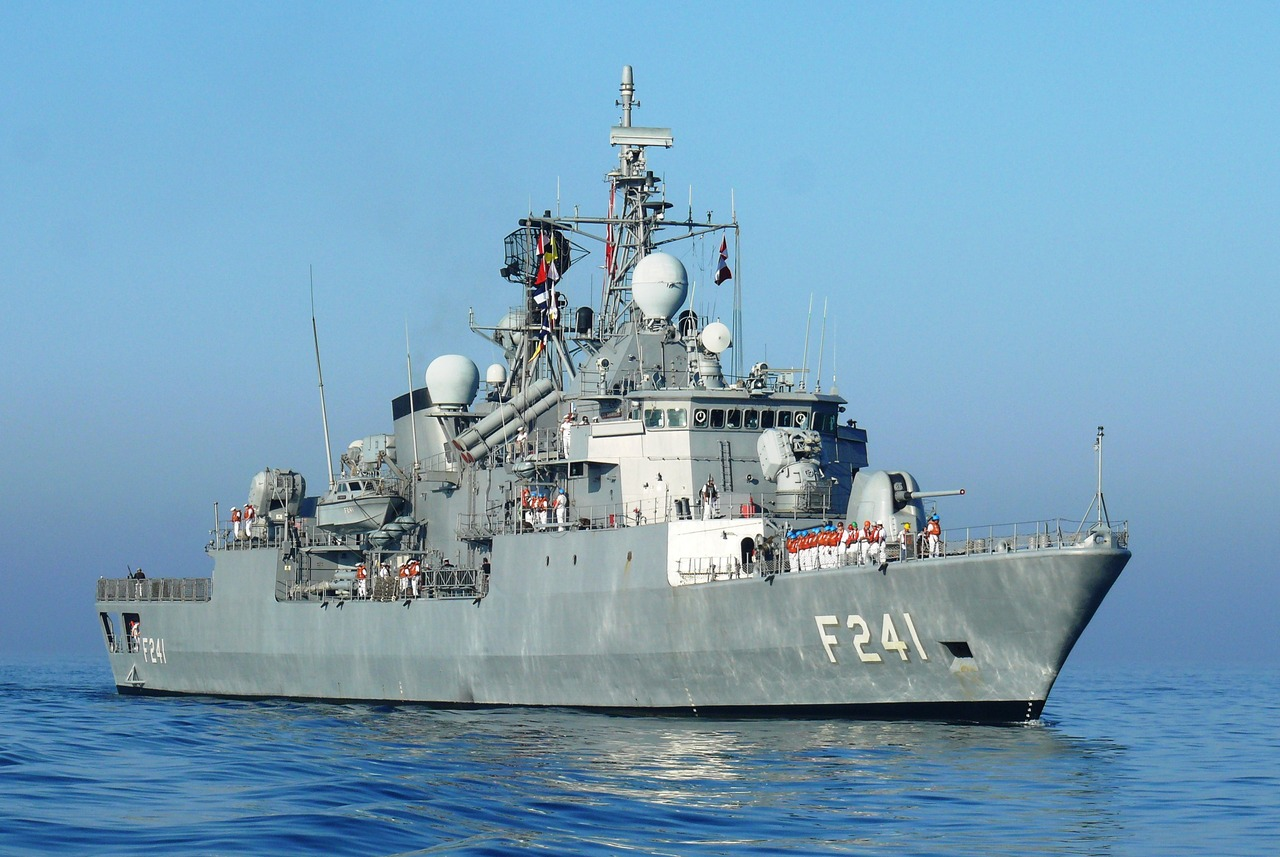
F241 Turgutreis

Després de la mort de Khair-ad-Din el 1546, Turgut va aconseguir reunir una flota amb 24 bergantins per conquerir Nàpols, però va conquerir la costa de Calàbria, i el 1550 capturà Mahdia i part de Tunis, i va atacar Benissa, Sant Joan d'Alacant i Cullera. Després d'unes perllongades i dures batalles al sud d'Itàlia, l'almirall Andreu Doria i Bailiff Claude de la Sengle van forçar la retirada de Turgut el setembre de 1550. Turgut va preparar la fugida amb 20 vaixells cap a l'illa de Gerba, on els vaixells de Doria li varen parar un parany en una ancorada, i el van bloquejar a la costa oriental de l'anomenada calçada de Kantara (entre Gerba i terra ferma), però Turgut va fer creuar un canal i va fer arrossegar els vaixells per aquest pas a terra per així poder fugir per l'altra banda i navegar fins a Constantinoble (1551).
És en aquestes dates quan Turgut també va llançar una sèrie d'atacs per l'arc mediterrani i va assetjar poblacions com Alacant, Pollença (on la població local, liderada per Joan Mas, va repel·lir l'atac), o Cullera, que va romandre totalment devastada i abandonada fins vint anys després del setge.
Allà, Turgut va mobilitzar una flota de 112 galeres i 2 galiasses amb 12.000 geníssers, i el 1551 va intentar capturar Malta. Encara que va fer un gran esforç no va poder conquerir-la, de manera que va decidir devastar els poblats veïns i, en juliol del mateix any, la veïna illa de Gozo va patir el setge per part de Turgut, que la prengué i capturà centenars d'esclaus. El mateix agost va atacar i capturar Trípoli. L'atac a Malta i a Trípoli el va dirigir formalment el kapudan paixà Sinan Pasha, que no era un marí sinó el germà del gran visir Damat Rüstem Pasha, i potser a les divergències entre els dos caps es va deure el fracàs de l'atac a l'illa, tot i l'èxit a Trípoli. Torgut es va separar de Sinan Pasha i els seus soldats el van seguir. De retorn a Istanbul, com a recompensa pel seu coratge, l'emperador otomà li va concedir el territori de Karli-ili (el país de Carlos Tocco amb capital a Prevesa), amb el títol de Sanjakbegi.
El 1552, el soldà Solimà I el Magnífic li va concedir el títol de comandant de la marina otomana i el va enviar a Trípoli com a beglerbegi. La flota va ser enviada a Itàlia amb motiu d'un tractat entre el soldà i el rei Enric II de França. Turgut va devastar Calàbria el 1553, llançant un atac contra Elba, i assetjant la ciutat de Bonifacio a l'illa de Còrsega. Quan Bonifacio va capitular, Turgut va intentar la captura d'IIombino i Portoferraio a l'illa d'Elba, però casualment ho va deixar i va retornar a Constantinoble. El 1554, va aparèixer una vegada més per la costa de Calàbria, però aviat es va retirar cap a Durazzo. El 1559, va repel·lir un atac de la marina espanyola a les costes d'Algèria i, el 1560, a les ordres de Piyale Pasha (el kapudan paixà), va lliurar una batalla memorable en aigües de Gerba, en què els turcs van aconseguir la victòria.
Quan el soldà Solimà va atacar Malta el 1565, Turgut va unir 16.000 soldats i 15 vaixells. Turgut va quedar ferit en la lluita i va morir el 23 de juny de 1565, al terraplè del fort de Sant Elm. Una bola de canó fortuïta va colpejar una superfície propera a ell fent que els enderrocs l'impactessin i el ferissin mortalment. Va viure el temps necessari per escoltar les notícies de la captura de Sant Elm. El seu cos va ser enterrat a Trípoli.
La ciutat on va néixer va ser anomenada amb el nom de Turgutreis en honor seu.